# لیز موگنبرگ
لیز موگنبرگ (انگلیسی: Liz Moeggenberg؛ زادهٔ ۲۵ مهٔ ۱۹۸۴) بازیکن بسکتبال اهل ایالات متحده آمریکا است.
وی در مسابقات کشوری و بین‌المللی در مجموع برندهٔ ۱ مدال طلا شده‌است.